# Gäddtjärnen (Bollnäs socken, Hälsingland, 678012-151314)
Gäddtjärnen är en sjö i Bollnäs kommun i Hälsingland och ingår i Testeboåns huvudavrinningsområde.